# اولنبوتل
اولنبوتل (به آلمانی: Ohlenbüttel) یک روستا در بخش نوی وولمشتورف در هاربورگ در شمال شرقی نیدرزاکسن در آلمان واقع شده‌است.